# 厄蒂斯海姆
厄蒂斯海姆是德国巴登-符腾堡州的一个市镇。总面积14.26平方公里，总人口4793人，其中男性2382人，女性2411人（2011年12月31日），人口密度336人/平方公里。